# Sławomir Wojciechowski
Sławomir Wojciechowski (Gdańsk, Polonia, 6 de septiembre de 1973) es un exfutbolista profesional polaco que jugó como mediocampista.

## Honores
- Bundesliga: 2000-01
- Copa de Alemania: 1999-2000
- Copa de la Liga de Alemania: 2000
- Liga de Campeones de la UEFA: 2000-01